# Nantes Rezé Métropole Volley 2011-2012
Questa voce raccoglie le informazioni riguardanti il Nantes Rezé Métropole Volley nelle competizioni ufficiali della stagione 2011-2012.

## Organigramma societario
Area direttiva
- Presidente: Thierry Rose

Area tecnica
- Allenatore: Martin Demar
- Allenatore in seconda: Jérôme Berger

## Rosa
| N° | Nome              | Ruolo | Data di nascita | Nazionalità sportiva |
| -- | ----------------- | ----- | --------------- | -------------------- |
| 1  | Jiří Bence        | L     | 8 maggio 1985   | Rep. Ceca            |
| 3  | Aleš Holubec      | C     | 13 marzo 1984   | Rep. Ceca            |
| 4  | Kévin Gellet      | S/O   | 22 aprile 1985  | Francia              |
| 5  | Jimmy Prenen      | S     | 31 marzo 1984   | Belgio               |
| 6  | Karel Linz        | S     | 20 aprile 1986  | Rep. Ceca            |
| 7  | Jonas Aguenier    | C     | 28 aprile 1992  | Francia              |
| 8  | Anthony Krolis    | S/O   | 13 luglio 1984  | Paesi Bassi          |
| 9  | Benoît Roger      | L     | 1º giugno 1985  | Francia              |
| 10 | Jorge Fernández   | C     | 4 maggio 1989   | Spagna               |
| 11 | Rusmir Halilović  | P     | 17 luglio 1986  | Bosnia ed Erzegovina |
| 13 | Arnaud Soleilland | P     | 7 aprile 1986   | Francia              |
| 14 | Julien Lavagne    | S     | 24 ottobre 1985 | Francia              |